# Златна епоха на комиксите
„Златната епоха на комиксите“ (на английски: The Golden Age of Comic Books) е период от историята на американската комикс книга, започнал 1938 г. и свършил 1956 г. По време на този времеви отрязък модерният комикс за първи път е публикуван, бързо се утвърждава сред младите читатели и добива широка популярност. Архетипът на супергероят е въведен в масовата култура. Най-ярки представители на този вид персонажи са комиксовите герои Супермен, Батман, Капитан Марвел, Капитан Америка и Жената чудо.
Много критици и фенове приемат за начало на Златната епоха излизането на „Екшън комикс“ № 1, където за първи път се появява Супермен. Списанието е издадено от „Детектив комикс“ (Detective Comics), предшественик на едно от най-големите издателства за комикси „Ди Си Комикс“ (DC Comics). Популярността на Супермен помага комиксът да се превърне в един от основните отрасли на издателския бизнес. Конкурентни комикс компании създават свои супергерои, за да съперничат на персонажите на Ди Си.
По време на Втората световна война комиксите служат като поле за американска пропаганда срещу техния противник Нацистка Германия и Фашистка Италия. Най-популярен пример на тази насоченост е корицата на „Капитан Америка“ № 1 (Captain America Comics #1), която показва как главният персонаж удря лидера на нацисткото движение Адолф Хитлер.
В края на 40-те популярността на супергероя спада. Издателите се насочват към други жанрове като ужаси, уестън, военни комикси, научна фантастика, романтика и криминални комикси. Много комикси със супергерои са свалени от ротация или преориентирани към друг жанр. За край на епохата се приема възраждането на супергероя Светкавицата от Ди Си в броя „Шоукейс“ № 4 (Showcase #4) през октомври 1956 г. Следващата епоха в историята на американския комикс е позната като „Сребърна епоха на комиксите“.
Други издателства по време на Златната епоха са „Таймли комикс“ (Timely Comics) (предшественика на „Марвел Комикс“), „Фоусет комикс“ (Fawcett Comics), „Арчи комикс“ (Archie Comics) и „Пеп комикс“ (Pep Comics). „Дел комикс“ (Dell Comics), които държат основните права за персонажите на Уолт Дисни, издават комикси с участието на Мики Маус, Доналд Дък, Рой Роджърс и Тарзан. Най-бележит художник там е Карл Баркс, създател на Чичо Скрудж и автор на първите истории за Доналд Дък.

## Наименование
За първи път термина „Златна епоха“ е използван от Ричард Люпоф в статията му „Прераждане“ (Re-Birth), публикувана в брой на фензин списанието „Комикс арт“ (Comics Art) през април 1961 г. Друго предположение е, че името се появява най-напред в писмо от читател, публикувано в брой 42 на „Лигата на справедливостта в Америка“ (Justice League of America) от февруари 1966 г.

## История
Историята на американския комикс започва в средата на 19 век, когато са публикувани на американския пазар пиратски копия на „Историята на господин Вие-Бу“ (на френски: Les Amours de monsieur Vieux Bois), под заглавието „Приключенията на Обадая Олдбък“ (на английски: The Adventures of Obadiah Oldbuck). Появата на комикси във вестниците под формата на комикс стрип помага за развитието и популяризирането на това графично изкуство. В историята на американския комикс периодът от средата на 19 век до 30-те години на миналия век, понякога се разделя на две части, наречени „Викторианска епоха“ (1828-1882) и „Платинена епоха“ (1883-1938). Не всички критици са съгласни с това разделение, но има консенсус между тях, че годината 1938, когато излиза Супермен на Джери Сийгъл и Джо Шустър в списанието „Екшън комикс“ е преломна в развитието на комикса.
През 1933 г. издателят Макс Гейнс прередактира комикс стрипа и създава модерния изглед на комикс книгата. По това време Гейнс преживява тежка финансова криза и му се налага да работи като директор на училище, общ работник и търговец на платове. Той е семейството му се връщат в дома на майка му, за да спестят пари. Там Гейнс преоткрива старите комикс стрипове във вестниците от своето детство и решава да ги събере и преиздаде в малка книжка.